# Matthew Hastings
Matthew Hastings (* 31. Dezember 1834 in Georgetown, Washington, D.C.; † 23. Januar 1919 in St. Louis, Missouri) war ein US-amerikanischer Genre-, Landschafts- und Porträtmaler der Düsseldorfer Schule, Illustrator sowie Fotograf.

## Leben
Hastings, Sohn der aus Irland gebürtigen Elizabeth Hastings, zog 1840 nach St. Louis, wo er nach der Schule die Saint Louis University besuchte. In St. Louis freundete er sich mit dem deutsch-amerikanischen Maler Charles Wimar an, der von 1852 bis 1856 in Düsseldorf Malerei studierte. George Caleb Bingham, ein weiterer mit Hastings befreundeter Maler aus St. Louis, welcher parallel zur Malerei als Politiker und Abgeordneter tätig war, reiste 1856 zum Malereistudium nach Düsseldorf. Ihrem Vorbild folgte Hastings 1857 und reiste ebenfalls zum Studium nach Düsseldorf. Bis 1858 war er dort Privatschüler von Philip Moravier Lindo.

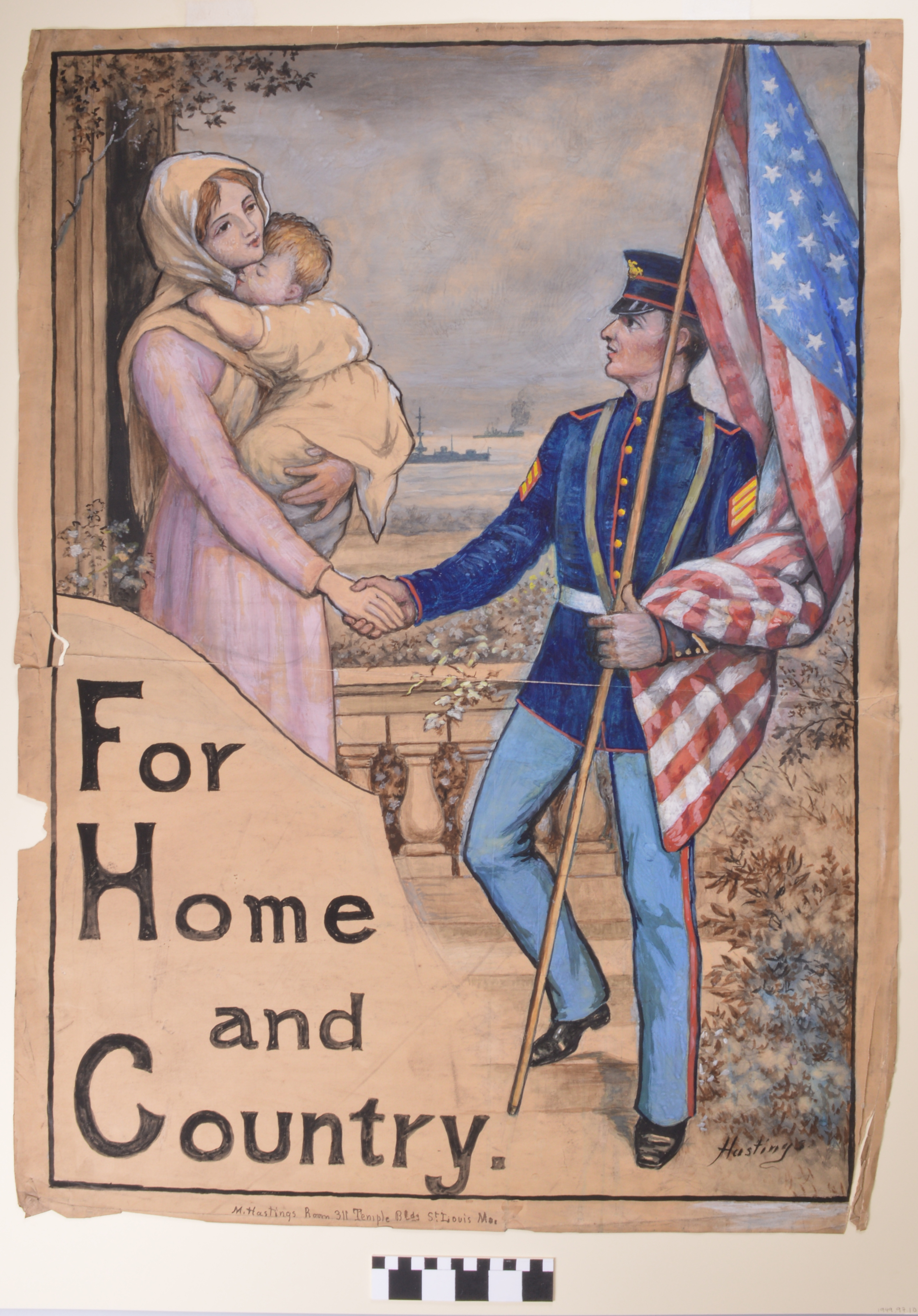
For Home and Country, Rekrutierungsposter, Missouri History Museum

Nach dem Studium kehrte Hastings zu seiner Mutter nach St. Louis zurück und ließ sich dort als Porträtmaler nieder. 1860 stellte er auf der First Annual Exhibition of the Western Artists’ Association ein Porträt aus, im gleichen Jahr auf der St. Louis Agricultural and Mechanical Association Fair ein Landschaftsbild in Aquarell, ein Porträt und einige Skizzen. Zusammen mit Adolph Gandy betrieb Hastings in den Jahren 1865/1866 in St. Louis das Fotoatelier Hastings and Gandy. Außerdem unternahm er Studienreisen innerhalb Missouris, etwa in das Arcadia Valley in den St. Francois Mountains. Um 1870 war Hastings möglicherweise Teilnehmer einer Expedition, die der Jesuit Pierre-Jean De Smet zur Missionierung von Indianern am oberen Missouri River anführte. Jedenfalls schuf Hastings aquarellierte Illustrationen dieser Indianer-Missionen.  Während des Ersten Weltkriegs schuf er ein Poster für die Rekrutierung US-amerikanischer Soldaten. Insgesamt werden Hastings rund 600 Gemälde sowie eine Vielzahl von Skizzen und Zeichnungen zugeordnet. Auch Karikaturen stammen von seiner Feder.